# Viviennea salma
Viviennea salma là một loài bướm đêm thuộc phân họ Arctiinae, họ Erebidae.